# Гражданска война в Сирия
Гражданската война в Сирия (на арабски: الحرب الأهلية السورية‎ ) е продължаващ многостранен конфликт в Сирия, включващ различни участници – спонсорирани от държавата и недържавни. През март 2011 г. недоволството на населението на страната от управлението на президента Башар ал-Асад предизвиква широкомащабни протести и продемократични митинги в цяла Сирия, като част от по-широките протести на Арабската пролет в региона. След месеци на репресии от правителствения апарат за сигурност, в цялата страна започват да се сформират различни въоръжени бунтовнически групи като Свободната сирийска армия, отбелязвайки началото на сирийския бунт. До средата на 2012 г. кризата ескалира в пълна гражданска война.
Получавайки оръжия от страните от НАТО и Съвета за сътрудничество в Персийския залив, бунтовническите сили първоначално правят значителен напредък срещу правителствените сили, които получават оръжия от Иран и Русия. Бунтовниците превземат регионалните столици Ракка през 2013 г. и Идлиб през 2015 г. В резултат на това през септември 2015 г. Русия започва военна намеса в подкрепа на правителството, измествайки баланса на конфликта. До края на 2018 г. всички крепости на бунтовниците, с изключение на части от района на Идлиб, са превзети от правителствените сили.
През 2014 г. групировката „Ислямска държава“ взема контрола над големи части от Източна Сирия и Западен Ирак, което кара ръководената от САЩ коалиция CJTF да започне въздушна бомбардировка срещу нея, като същевременно осигури наземна подкрепа на Сирийските демократични сили с кюрдско мнозинство. Кулминирайки в битката при Ракка, Ислямска държава е териториално победена до края на 2017 г. През август 2016 г. Турция започва многостранна инвазия в Северна Сирия в отговор на създаването на Роджава, като същевременно се бори с Ислямска държава и с правителствените сили в процеса. След прекратяването на огъня в Идлиб през март 2020 г. бойните действия на фронтовата линия по време на конфликта почти затихват и се характеризират с редовни сблъсъци.
Тежките боеве са подновени с голяма бунтовническа офанзива на северозапад, водена от Тахрир ал-Шам и подкрепена от съюзнически групи в Сирийската национална армия през ноември 2024 г., по време на която са превзети Алепо, Хама и Хомс. Бунтовниците от Южния фронт, които преди това се помиряват с правителството, впоследствие започват собствена офанзива, завладявайки Дераа и Сувейда. Сирийската свободна армия и Сирийските демократични сили започват собствени офанзиви съответно в Палмира и Дейр ез-Зор. До 8 декември бунтовническите сили превземат столицата Дамаск. След това режимът на Башар ал-Асад се срива, като според съобщенията той бяга на неизвестно място.

## Обща информация

### Предпоставки
През март 2011 г. недоволството на населението от правителството на Баас води до широкомащабни протести и продемократични митинги в цяла Сирия, като част от по-широките протести на Арабската пролет в региона. Многобройните протести са жестоко потушени от силите за сигурност при смъртоносни репресии, наредени от Башар ал-Асад, което води до десетки хиляди смъртни случаи и задържания. Сирийската революция се трансформира в бунт с формирането на съпротивителни милиции в цялата страна, прерастваща в пълномащабна гражданска война до 2012 г.

### Ход на събитията
Войната се води от няколко фракции. Сирийските арабски въоръжени сили, заедно със своите вътрешни и чуждестранни съюзници, представляват Сирийската арабска република и правителството на Башар ал-Асад. Срещу него е Сирийското временно правителство – голям алианс от продемократични, националистически опозиционни групи (чиито военни сили се състоят от Сирийската национална армия и съюзническите свободни сирийски милиции). Друга фракция е Сирийското правителство на спасението, чиито въоръжени сили са представени от коалиция от сунитски милиции, водени от Тахрир ал-Шам. Независима от тях е Автономната администрация на Северна и Източна Сирия, чиято военна сила са Сирийските демократични сили – мултиетническа сила с арабско мнозинство, водена от кюрдския Отряд за народна самоотбрана. Други конкуриращи се фракции включват джихадистки организации като клона на Ал-Каида Хурас ал-Дин (наследник на фронта Ал-Нусра ) и Ислямска държава.
Редица чужди държави, като Иран, Русия, Турция и САЩ, са пряко въвлечени в гражданската война, предоставяйки подкрепа на противопоставящите се фракции в конфликта. Иран, Русия и Хизбула подкрепят военно Сирийската арабска република, като Русия извършва въздушни удари и наземни операции в страната от септември 2015 г. От 2014 г. ръководената от САЩ международна коалиция провежда въздушни и сухопътни операции предимно срещу Ислямска държава и от време на време срещу силите, подкрепящи Башар ал-Асад, и оказва военна и логистична подкрепа на фракции като Революционната армия на командосите и Сирийските демократични сили на автономната администрация. Турските сили в момента окупират части от Северна Сирия и от 2016 г. се бият срещу Сирийските демократични сили, Ислямска държава и правителството на Асад, като същевременно активно подкрепят Сирийската национална армия. Между 2011 г. и 2017 г. боевете от сирийската гражданска война се прехвърлят в Ливан, тъй като опонентите и поддръжниците на сирийското правителство пътуват до Ливан, за да се бият и да се атакуват взаимно на ливанска земя. Въпреки че е официално неутрален, Израел разменя граничен огън и извършва многократни удари срещу Хизбула и иранските сили, чието присъствие в Западна Сирия той смята за заплаха.
Насилието във войната достига своя връх през 2012 – 2017 г., но ситуацията остава кризисна. До 2020 г. сирийското правителство контролира около 2/3 от страната и консолидира властта. Боевете на първа линия между правителството на Асад и опозиционните групировки са почти утихнали до 2023 г., но има редовни избухвания в Северозападна Сирия и широкомащабни протести в Южна Сирия, които се разпространяват в цялата страна в отговор на обширните автократични политики и икономическата ситуация. Протестите са отбелязани като наподобяващи революцията от 2011 г., която предшества гражданската война.
Войната води до между 470 и 610 хиляди насилствени смъртни случая, което я прави вторият най-смъртоносен конфликт на XXI век след Втората война в Конго. Международни организации обвиняват почти всички замесени страни – правителството на Асад, Ислямска държава, опозиционните групи, Иран, Русия, Турция и водената от САЩ коалиция в сериозни нарушения на човешките права и кланета. Конфликтът предизвиква голяма бежанска криза, като милиони хора бягат в съседни страни като Турция, Ливан и Йордания; значително малцинство обаче също търси убежище в страни извън Близкия Изток, като само Германия е приела над половин милион сирийци от 2011 г. В хода на войната са стартирани редица мирни инициативи, включително мирни преговори в Женева за Сирия през март 2017 г., водени от ООН, но битките продължават.

### Актуално положение
През октомври 2019 г. кюрдските лидери на Роджава – регион в Сирия, обявяват, че са постигнали голяма сделка с правителството на Сирия под управлението на Асад. Тази сделка е сключена след изтеглянето на САЩ от Сирия. Кюрдските лидери сключват тази сделка, за да получат помощта на Сирия за спиране на враждебните турски сили, които нахлуват в Сирия и атакуват кюрдите.
Към 2023 г. гражданската война до голяма степен е утихнала, като главно е достигнала задънена улица. През 2023 г. основният военен конфликт не е между сирийското правителство и бунтовниците, а по-скоро между турските сили и фракциите в Сирия. В края на 2023 г. турските сили продължават да атакуват кюрдските сили в района на Роджава. От 5 октомври 2023 г. турските въоръжени сили нанасят поредица от въздушни и наземни удари, насочени срещу Сирийските демократични сили в Североизточна Сирия. Въздушните удари са нанесени в отговор на терористичния акт в Анкара през 2023 г., за който турското правителство твърди, че е извършен от нападатели, произхождащи от Североизточна Сирия.
Тежките боеве са подновени с голяма бунтовническа офанзива на северозапад, водена от Тахрир ал-Шам и подкрепена от съюзнически групи в Сирийската национална армия през ноември 2024 г., по време на която са превзети Алепо, Хама и Хомс. Бунтовниците от Южния фронт, които преди това се помиряват с правителството (2018), впоследствие започват собствена офанзива, завладявайки Дераа и Сувейда. Сирийската свободна армия и Сирийските демократични сили започват собствени офанзиви съответно в Палмира и Дейр ез-Зор. До 8 декември бунтовническите сили превземат столицата Дамаск. След това режимът на Асад се срива, като според съобщенията той бяга на неизвестно място.

## Предистория

### Управление на Башар ал-Асад
Нерелигиозното правителство на сирийския регионален клон на партията Баас идва на власт чрез държавен преврат през 1963 г. В продължение на няколко години Сирия преминава през допълнителни преврати и промени в ръководството, докато през март 1971 г. генерал Хафез ал-Асад, алавит, се обявява за президент. Той бележи началото на господството на култа към личността, съсредоточен около семейство Асад, който прониква във всички аспекти на сирийското ежедневие и е придружен от систематично потискане на гражданските и политическите свободи, превръщайки се в централна характеристика на държавната пропаганда. Властта в баасистка Сирия е монополизирана от три властови центъра: алавитските лоялни кланове, партията Баас и въоръжените сили, и трите скрепени от непоклатимата вярност към семейство Асад.
Сирийският регионален клон на Баас остава доминиращата политическа власт в еднопартийна държава до първите многопартийни избори за Народен съвет на Сирия през 2012 г. На 31 януари 1973 г. Хафез ал-Асад прилага новата конституция, което води до национална криза. Конституцията от 1973 г. възлага на арабската социалистическа партия Баас отличителната роля на лидер на държавата и обществото, като й дава право да мобилизира цивилните за партийни програми, да издава укази за установяване на тяхната лоялност и да контролира всички законни профсъюзи. Баасистката идеология е наложена на децата като задължителна част от училищната програма и сирийските въоръжени сили са строго контролирани от партията. Конституцията премахва Исляма от признаването му като държавна религия, както и съществуващите разпоредби, като например изискването президентът на Сирия да бъде мюсюлманин. Тези мерки предизвикват широк фурор сред обществеността, което води до ожесточени демонстрации в градовете Хама, Хомс и Халеб, организирани от Мюсюлманско братство и улемите. Режимът на Асад насилствено потушава ислямиските бунтове, възникнали през 1976–1982 г., водени от революционери от сирийското Мюсюлманско братство.
Партията Баас внимателно изгражда Асад като водеща бащина фигура на партията и съвременната сирийска нация, застъпвайки се за продължаването на династичното управление на Асад в Сирия. Като част от рекламните усилия да се маркират нацията и династията Асад като неразделни, лозунги като „Асад или изгаряме страната“, „Асад или по дяволите със страната“ и „Хафез Асад завинаги“ стават неразделна част от държавния и партиен дискурс през 80-те години. В крайна сметка силовите структури стават дълбоко зависими от фракционистката принадлежност към семейство Асад и централната роля на въоръжените сили, необходими за потушаване на несъгласието в обществото. Критиците на режима сочат, че разгръщането на насилието е в основата на баасистка Сирия и я описват като „диктатура с геноцидни тенденции“. Хафез ал-Асад управлява Сирия в продължение на 30 години, използвайки методи, вариращи от цензура до насилствени мерки на държавен терор като масови убийства, принудителни депортации и брутални практики като изтезания, които са отприщени колективно върху цивилното население. След смъртта му през 2000 г. неговият син Башар ал-Асад го наследява като президент на Сирия.
Съпругата на Башар ал-Асад – Асма, сунитска мюсюлманка, родена и учила във Великобритания – първоначално е приветствана в западната преса като „пустинна роза“. Навремето президентската двойка събужда надежди сред сирийските интелектуалци и външни западни наблюдатели, че иска да осъществи икономически и политически реформи. Башар обаче не успява да изпълни обещаните реформи, а вместо това смаза групите на гражданското общество, политическите реформисти и демократичните активисти, които се появяват по време на Дамаската пролет през 2000-те г. Асад твърди, че не съществува умерена опозиция на неговото правителство и че всички опозиционни сили са ислямисти, фокусирани върху унищожаването на неговото светско управление; неговото мнение е, че терористичните групи, действащи в Сирия, са свързани с дневния ред на чужди държави.

### Демография
Общият брой на населението през юли 2018 г. е 19 454 263 души, като етническите групи са: около 50% араби, 15% алавити, 10% кюрди, 10% левантинци и 15% други (друзи, исмаилити, имами, асирийци, туркмени, арменци), Религиозната принадлеждност е: 87% мюсюлмани (официални; включва 74% сунити и 13% алавити, исмаили и шиити), 10% християни (главно от източнохристиянски църкви, като може да са по-малко в резултат на християните, които бягат от страната), 3% друзи и евреи (малко остават в Дамаск и Алепо).

### Социално-икономически произход
Социално-икономическото неравенство се увеличава значително в Сирия, след като политиките на свободния пазар са инициирани от Хафез ал-Асад в по-късните му години и се ускоряват след идването на сина му Башар ал-Асад на власт. С акцент върху третичния икономически сектор, тези политики облагодетелстват малцинство от населението на нацията – предимно хора, които имат връзки с правителството, и членове на сунитската търговска класа в Дамаск и Халеб. През 2010 г. номиналният БВП на глава от населението на Сирия е само 2834 долара, сравним със страните от Субсахарска Африка като Нигерия и много по-нисък от съседите й като Ливан, с годишен темп на растеж от 3,39%, под повечето други развиващи се страни.
Страната също е изправена пред особено високи нива на безработица сред младите хора. В началото на войната недоволството срещу правителството е най-силно в бедните райони на Сирия, предимно сред консервативните сунити. Те включват градове с високи нива на бедност, като Дераа и Хомс, и по-бедните квартали на големите градове.

### Суша
Това съвпада с най-интензивната суша, регистрирана някога в Сирия, която продължава от 2006 г. до 2011 г. и води до масов провал на реколтата, повишаване на цените на храните и масова миграция на земеделски семейства към градските центрове. Тази миграция обтяга инфраструктурата, вече обременена от притока на около 1,5 млн. бежанци от войната в Ирак. Сушата е свързана с антропогенното глобално затопляне. Последващият анализ обаче оспорва дискурса за сушата като основен принос за началото на войната. Адекватното водоснабдяване продължава да бъде проблем в продължаващата гражданска война и често е обект на военни действия.

### Права на човека
Ситуацията с човешките права в Сирия отдавна е обект на остри критики от страна на световни организации. Правата на свободно изразяване, сдружаване и събиране са строго контролирани в Сирия още преди въстанието. Страната е под извънредно положение от 1963 г. до 2011 г. и публичните събирания на повече от петима души са забранени. Силите за сигурност имат обширни правомощия за арестуване и задържане. Въпреки надеждите за демократична промяна с Дамаската пролет през 2000 г., е широко съобщено за Башар ал-Асад, че не е успял да приложи никакви подобрения. През 2010 г. той налага противоречива национална забрана на ислямските правила за облекло за жени (като никаб) в университетите и гони над хиляда преподавателки и учителки като част от забраната. Доклад на Хюман Райтс Уоч, публикуван точно преди началото на бунта през 2011 г., посочва, че Асад не е успял да подобри съществено състоянието на човешките права, откакто е поел властта.

### Газово съперничество между САЩ и Русия
Няколко политолози, военни експерти и журналисти заявияват, че Гражданската война в Сирия се корени основно във враждата между Русия и Съединените щати и техните съюзници в региона относно тръбопроводите за природен газ, минаващи през Сирия на път за европейските пазари. Съединените щати и техните съюзници възнамеряват да построят газопровода Катар-Турция, който ще освободи Европа от зависимостта й от руския природен газ, особено през зимните месеци, когато много европейски домове разчитат на Русия, за да оцелеят през зимата. Напротив, Русия и нейните съюзници възнамеряват да спрат този планиран газопровод и вместо това да построят газопровода „Иран-Ирак-Сирия“. Сирийският президент Башар ал-Асад отхвърля предложението на Катар от 2000 г. за изграждане на газопровода „Катар – Турция“ на стойност 10 млрд. долара през Саудитска Арабия, Йордания, Сирия и Турция, което според твърденията е подтикнало тайни операции на ЦРУ за разпалване на гражданска война в Сирия, за да бъде оказан натиск върху Башар ал-Асад да подаде оставка и да позволи на проамерикански президент да се намеси и да подпише сделката. Изтекли документи показват, че през 2009 г. ЦРУ е започнало да финансира и подкрепя опозиционни групи в Сирия за разпалване на гражданска война.
Професорът от Харвард Мичъл А. Оренщайн и Джордж Ромър заявяват, че тази тръбопроводна вражда е истинската мотивация зад влизането на Русия във войната в подкрепа на Башар ал-Асад, подкрепяйки неговото отхвърляне на газопровода „Катар – Турция“ и надявайки се да проправи пътя за газопровода „Иран – Ирак – Сирия“, който ще подкрепи съюзниците на Русия и ще стимулира икономиката на Иран. Американските военни са създали бази в близост до газопроводи в Сирия, уж за борба с ISIS, но може би също и за защита на собствените си активи за природен газ, за които се твърди, че са били мишена на иранските милиции. Газовите находища Коноко са спорна точка за Съединените щати, откакто попадат в ръцете на Ислямска държава, които са превзети от подкрепяните от САЩ Сирийски демократични сили през 2017 г.

## Хронология
- Протести, граждански бунт и дезертьорство (март – юли 2011)
- Първоначален въоръжен бунт (юли 2011 – април 2012)
- Опит на Кофи Анан за прекратяване на огъня (април – май 2012)
- Старт на следващата фаза на войната: ескалация (2012 – 2013)
- Възход на ислямистките групи (януари – септември 2014)
- Намеса на САЩ (септември 2014 – септември 2015)
- Руска намеса (септември 2015 – март 2016), включително първо частично прекратяване на огъня
- Повторно превземане на Халеб; Подкрепено от Русия/Иран/Турция прекратяване на огъня (декември 2016 – април 2017)
- Сирийско-американски конфликт; зони за деескалация (април – юни 2017)
- Прекъсване на обсадата на ИДИЛ на Дейр ез-Зор; Спиране на програмата на ЦРУ; Постоянни руски сили (юли – декември 2017)
- Напредване на армията в провинция Хама и Гута; Турска намеса в Африн (януари – март 2018)
- Химическа атака в Дума; водени от САЩ ракетни удари; офанзива в Южна Сирия (април – август 2018)
- Демилитаризация на Идлиб; Тръмп обявява оттеглянето на САЩ; Удари на Ирак по цели на ИДИЛ (септември – декември 2018)
- Продължаване на атаките на Ислямска държава; Условия за оттегляне на САЩ; Пети междубунтовнически конфликт (януари – май 2019)
- Разваляне на споразумението за демилитаризация; Офанзива в Северозападна Сирия през 2019 г.; Създаване на буферна зона в Северна Сирия (май – октомври 2019)
- Изтегляне на американските сили от буферната зона; Турска офанзива в Североизточна Сирия (октомври 2019)
- Офанзива в Северозападна Сирия; Байлунски въздушни удари; Операция „Пролетен щит“; Сблъсъци при Дераа; Атентат в Африн (края на 2019; 2020)
- Нова икономическа криза и конфликт в безизходица (юни 2020 –октомври 2024 )
- Подновена бунтовническа офанзива и крах на режима на Башар ал-Асад (ноември 2024 – )

### Демонстрации в столицата
- На 15 март 2011 г. посредством социалните мрежи в интернет няколкостотин души излизат по улиците на Дамаск с искания за реформи и борба с корупцията, при което са арестувани 6 души.[101]
- На 16 март 2011 г. в Дамаск се провежда демонстрация от около 100 души, пред седалището на Министерството на вътрешните работи. Основният им лозунг е „Свобода за политическите затворници“.[102]

### Кръвопролития
15 март 2011 г. е определен като „Ден на гнева“. Хиляди протестиращи излизат по улиците на градовете Дераа, Хама и Дейр ез-Зор.
В периода от 18 март до 5 май 2011 г. антиправителствените сили обсаждат град Дераа – започва като студентски протест, но завършва под контрол на ислямистите. В протестите се включват все повече хора, но стават и по-големи инциденти, докато протестите ескалират в гражданска война. Все повече цивилни биват арестувани и убити. С напредването на военните действия започват бомбардировки и блокади. На 29 юли се сформира опозиционната Свободна сирийска армия (ССА), в чийто състав влизат дезертирали войници, инженери, земеделци и криминални престъпници. През ноември град Хомс се превръща в бойно поле след военните сражения. На 5 юни сирийската армия на режима на Асад напада опозиционните войски край град Латакия с хеликоптери и изтребители. На 18 юли 2012 г. министърът на отбраната Дауд Раджиха, бившият военен министър Хасан Туркмани и деверът на президента – Асеф Шаукат загиват след бомбена атака в Дамаск. Армията на Асад успява да изтласка опозиционната армия от столицата и тя попада в ръцете на режима. След това военните действия се преустановяват в град Халеб. Правителствената армия завзема западната част на града, докато ССА – източната. През ранния август опозиционните войски се опитват да превземат летището на града и градския затвор, но впоследствие биват отблъснати. През късния септември щабът на ССА е преместен от Турция в района, контролиран от опозицията – Северна Сирия.

### Начало на въстанието
Исканията на протестиращите са за демократични реформи и освобождаване на политически затворници. На 20 март протестиращите запалват офис на управляващата партия, а последвалите сражения отнемат живота на седем сирийски полицаи.
До 7 април исканията на протестиращите са основно за демократични реформи, освобождаване на политически затворници, повече свободи и ограничение на корупцията.
Първото значително военно стълкновение срещу държавата започва на 4 юни 2011 в град Джиср Ал-Шугур в провинция Идлиб. Силите за сигурност откриват огън по време на погребение, а в отговор протестиращите запалват полицейската сграда, убиват 8 служители на реда, превземайки цялото управление и оръжията в него. Насилието продължава и в следващите дни. По-късно все повече протестиращи в Сирия се въоръжават и все повече войници от правителствената армия дезертират към редиците на протестиращите.

### Прерастване в гражданска война
На 29 юли 2011 г. седем дезертирали сирийски офицери основават Свободната сирийска армия (ССА), чиято цел е да свали режима на Асад, обединявайки всички опозиционни сили под крилото си.
На 23 август е формиран Национален съвет на Сирия. Неговото местоположение е в съседна Турция, а целта му е да организира всички бунтовнически групировки.
През август 2011 г. правителствените войски атакуват големи населени центрове, като обект на атаките са бунтовническите групировки. На 14 август по време на обсадата на Латакия за първи път в битка се включва Сирийският флот.
През септември 2011 г. вече организираните сирийски бунтовници водят активна кампания в различни населени места на Сирия. Първата голяма конфронтация между воюващите страни е в Растан, провинция Хомс. От 27 септември до 1 октомври Сирийската армия, с помощта на хеликоптери и танкове, провежда голяма офанзива с цел прогонването на дезертьори и бунтовници. След седмица ожесточени боеве армията постига победа и ССА е принудена да напусне града. Лидерът на бунтовниците, полковник Риад ал-Асад бяга в Турция, докато другите бойци бягат към Хомс.
По това време Свободната сирийска армия започва да получава активна подкрепа от Турция, изразяваща се във въоръжаване и логистика.

### Военни операции

#### Ескалация (ноември 2011 – март 2012)
В началото на ноември боевете между ССА и Сирийската армия в Хомс продължават. На 8 ноември, след шест дни бомбардировки, армията щурмува града, което води до ожесточени улични боеве в няколко квартала. Съпротивата в Хомс е по-голяма от който и да е друг град дотогава, като някои опозиционери наричат града „Столица на революцията“.
През ноември и декември 2011 атаките от страна на бунтовниците се увеличават. В тези два месеца ССА осъществява смъртоносни атаки срещу сградите на военното разузнаване в Дамаск и Идлиб, както и срещу офиси на управляващата партия.
На 15 декември 2011 г. бунтовниците извършват една от най-смъртоносните си атаки, след като атакуват военни обекти и КПП-та в Дераа. В резултат на тези атаки загиват 27 сирийски войника. Ентусиазмът на бунтовниците е пресечен, макар и за малко, когато на 19 декември армията разкрива голям заговор на дезертьори в провинция Идлиб и ликвидира 72 души.
В началото на 2012 г. Сирийската армия започва мащабна офанзива срещу бунтовниците, която води до големи разрушения в градската инфраструктура на много населени места. През януари боевете в Дамаск се увеличават, а армията отвръща с използване на танкове и артилерия. На 3 февруари 2012 г. сирийската армия започва щурм в обсадените от бунтовниците квартали в Хомс. След ожесточени боеве, в края на март правителството контролира около 70% от града.

#### Опит за прекратяване на огъня (април 2012 – май 2012)
В началото на април 2012 г. специалният пратеник на ООН за Сирия Кофи Анан прокарва идеята за мирен план. Той е подкрепен както от Арабската лига, така и от сирийското правителство. Планът включва политически дискусии за бъдещето на страната, спиране на боевете в големите градове, изтегляне на тежката артилерия, осигуряване на хуманитарна помощ и т.н.
Мирният план се проваля окончателно в края на юни 2012 г., а в резултат на това дипломатическата мисия на ООН в Сирия се оттегля. Кофи Анан подава оставка на 2 август 2011 г.

#### Възобновяване на бойните действия (юни – октомври 2012)
След провала на мирния план Свободната сирийска армия започва офанзива срещу правителствените войски в цялата страна. В отговор на това президентът Асад се заканва да потуши антиправителствените бунтове.
На 5 юни 2012 г. бунтовниците започват битка в Хафа, провинция Латакия. След няколко дни на ожесточени боеве, с помощта на щурмови хеликоптери армията печели битката. На 12 юни ООН официално обявява Сирия за страна, в която се води гражданска война.
На 22 юни 2012 г. сирийската противовъздушна отбрана сваля турски F-4 край Латакия. Според турските власти самолетът е летял в тренировъчна мисия и не е бил въоръжен Няколко дни по-късно пилотите на изтребителя са намерени мъртви. Сирийските правителство обяснява, че при свалянето на самолета не се е знаела каква е неговата националност и правителството е действало в рамките на международните правила.
Към средата на юли 2012 г. боевете се разпростират из цялата страна, а жертвите са 16 хил. души. Бунтовниците започват голяма офанзива в столицата Дамаск. На 18 юли министърът на отбраната на Сирия генерал Дауд Раджиха е убит при самоубийствен атентат. Отговорност за терористичния атентат поема ислямската групировка „Лиуа ал Ислам“ (Бригадата на исляма), която е част от Свободната сирийска армия (ССА). В края на месеца във войната се включват и сирийските военновъздушни сили, като изтребители бомбардират Дамаск и Алепо.
На 19 юли иракските власти съобщават, че бунтовниците от ССА са превзели всички 4 гранични КПП-та по границата с Ирак. Според Ирак това буди тревога за неговите граждани, които искат да се спасят от войната. На 19 септември бунтовниците превземат КПП на границата в Турция. Това им дава стратегическо предимство, защото доставките на оръжие и жива сила от турската държава не могат да бъдат възпрепятствани.

#### Офанзиви на бунтовниците (ноември 2012 – април 2013)
В началото на ноември 2012 г. бунтовниците завземат значителна част от територията в Северна Сирия. Превземането на ключовия град Саракиб в провинция Идлиб изолира правителствените войски в Алепо, защото е в стратегическа близост до основна пътна артерия – магистрала М5. Поради все още малките си възможности за противовъздушна отбрана, бунтовниците се опитват да противодействат на сирийските ВВС като нападат авиобази и унищожават приземените хеликоптери и изтребители. На 3 ноември 2012 г. се извършва атака срещу военното летище „Тафтаназ“.
На 18 ноември, след седмици ожесточени боеве, опозиционните сили превземат база 46 в провинция Алепо, една от най-големите бази на Сирийската армия в Северна Сирия. Операцията се командва от дезертиралия в лагера на бунтовниците ген. Мохамед Ахмед Ал-Фаж. Според негови данни при атаката умират около 300 сирийски войника, а войските на опозицията пленяват значителни количества тежка артилерия, включително и танкове. На 22 ноември бунтовниците превземат авиобаза „Майадийн“ в провинция Дейр Ез-Зор. С това територията под техен контрол се разпростира по цялата иракска граница.
На 11 януари 2013 г. ислямски групировки начело с фронта Ан-Нусра превземат напълно летище „Тафтаназ“. Сирийските ВВС са използвали авиобазата за въздушни операции с хеликоптери и оказване на логистична подкрепа на армията. Бунтовниците твърдят, че са превзели хеликоптери, танкове и ракетни установки, преди да са изтласкани от мощната правителствена контраатака. На 11 февруари ислямистките групировки превземат град Табка в провинция Ракка. Те вече контролират и най-големия язовир в страната – язовир Табка, използван за производство на електричество. На следващия ден е превзета и авиобаза „Джира“, на 60 км източно от Алепо.
На 20 февруари 2013 г. до централен офис на управляващата партия в Дамаск избухва кола бомба. Равносметката е 53 убити и над 235 ранени. На следващия ден ССА започва да обстрелва позиции на Хизбула в Ливан.
На 2 март започват големи боеве между правителствените сили и бунтовниците в град Ракка, с много жертви и от двете страни. В същия ден сирийската армия си възвръща контрола над няколко селца край Алепо. На 3 март бунтовниците успяват да превземат затвора в Ракка и освобождават стотици затворници, а на 6 март вече владеят целия град. Ракка е първата провинциална столица, която пада в ръцете на ислямските групировки.
На 29 март бунтовниците превземат град Даел в провинция Дараа. Градът се намира до магистралата, която свързва Дамаск с Йордания. На 3 април е превзета и военната база край Дараа.

#### Нестихващи боеве (април 2013 – октомври 2013)
На 17 април правителствените войски пробиват шестмесечната блокада на Уади Ал-Дейф близо до Идлиб. Падането на обсадата дава възможност на сирийската армия да снабдява две големи военни бази в региона, които дотогава разчитат само на доставки по въздух.
През април армията заедно с Хизбула започват офанзива за превземането на Ал-Касър в провинция Хомс. На 21 април силите на Асад успяват да си върнат контрола на градовете Бирхания, Сарая и Ал-Радваня близо до ливанската граница. На 24 април, след 5 седмици боеве, правителствените войски си връщат контрола на град Отайба, източно от Дамаск. Градът е важен за бунтовниците, защото е основен коридор за снабдяването с оръжия от Йордания. Междувременно в Северна Сирия, след месеци обсада, бунтовниците поемат контрола над авиобаза Менах в близост до Алепо.
На 2 май 2013 г. сирийската армия си връща контрола над град Кайса в провинция Хомс. На 15 юни силите на Асад превземат квартал Амадия, Дамаск, който е в близост до международното летище. На 22 юни армията превзема бунтовническия бастион – град Талкала.
На 18 юли, след дни на боеве с Ан-Нусра, кюрдските сили подсигуряват северния град Рас Ал-Ин. В следващите три месеца битките между кюрдите и джихадистите продължават, като кюрдите бележат значителен напредък в провинция Хасака.
На 25 юли, след успешна операция срещу Ан-Нусра, Сирийската армия си връща град Ал-Сукна. Армията бележи успехи и в Хомс – там в края на юли под контрола ѝ се завръща квартал Калидя и историческият храм „Ал-Валид“.
На 4 август 2013 г. около 10 бунтовнически бригади започват голяма офанзива в провинция Латакия, която се слави като бастион на сирийската армия. Първоначално атаката е успешна – бунтовниците успяват да превземат 12 села в трудния планински район. Сирийската армия успява да мобилизира значителен брой алевитски бойци и в последвалата контраатака успява да си възвърне всички загубени територии, което бележи край на офанзивата на ССА.
Според „Human Rights Watch“ 190 цивилни са убити от джихадистите по време на офанзивата, като поне 67 от тях са екзекутирани. Други 200 цивилни, основно деца и жени са взети за заложници.
На 21 август 2013 г. се извършва химическа атака в Източна Гута, Дамаск. Това е последвано от правителствена офанзива, целяща да елиминира опозицията в бунтовническия бастион. На 26 август бунтовниците завземат стратегическото градче Ханасир и с това пресичат последния възможен път за доставки на сирийската войска в Алепо.

#### Правителствени офанзиви (октомври 2013 – декември 2013)
Сирийската армия, заедно с Хизбула и други съюзници, започва офанзиви в Алепо и Дамаск през октомври. На 24 октомври 2013 г. армията връща под контрол град Ал-Тюркмен и пътя към международното летище в Дамаск.
На 1 ноември правителствените войски превземат ключовия град Ал-Сафира. През този месец силите на Асад си връщат териториите на няколко града южно от Дамаск. В северната част на страната армията също бележи напредък и успява да отвоюва Тел Аран, югоизточно от Алепо, както и военна база край международното летище.
На 10 ноември сирийската армия, подкрепяна от Хизбула, окончателно превзема „База 80“ край летището в Алепо. Според сирийския център за правата на човека бунтовниците дават 63 жертви, а армията 32. Офанзивата продължава и през следващия ден, като правителствените бойци подсигуряват териториите около самото летище.
На 23 ноември фронтът Ан-Нусра, заедно с други ислямистки групировки, превзема най-голямото петролно находище в Сирия – „Ал Омар“, в провинция Дейр Ез-Зор. Това е голям удар за сирийската икономика, защото държавата оттогава е принудена до голяма степен да разчита на внос на петрол.
На 2 декември 2013 г. бунтовници от ССА завземат християнския град Малула. След края на боевете излиза информация, че бунтовниците са отвлекли 12 монахини.

#### Президентски избори, възход на Ислямска държава и намеса на САЩ (януари 2014 – октомври 2014)
На 3 януари 2014 г. Армията на муджахидините, ССА и Ислямски фронт започват офанзива срещу Ислямска държава в провинциите Алепо и Идлиб. Това дава начало на вътрешния конфликт между ислямистите в Сирия. На 6 януари войските на опозицията успяват да изтласкат силите на Ислямска държава извън Ракка. Два дни по-късно бунтовниците успяват да изтласкат Ислямска държава и от Алепо. В отговор на това Ислямска държава изпраща подкрепления от провинция Дейр Ез-Зор, които успяват да си върнат под контрола няколко квартала в Ракка. Към средата на януари 2014 г. Ислямска държава превзема цяла Ракка, докато ССА успява да задържи Алепо.
На 22 март в провинция Латакия бунтовниците от ССА поемат контрола върху ГППП „Кесаб“ на турско-сирийската граница.
Президентските избори в Сирия се състоят на 3 юни 2014 г. За първи път в историята на страната на избори се явяват повече от един кандидат. Открити са над 9000 избирателни секции в цялата страна. Според върховният съд на Сирия избирателната активност е 11,63 милиона души (73,42 %). Президентът Башар ал-Асад печели изборите с 88,7%, а основният му конкурент Хасан ал-Нусри получава 4,3%. Външни наблюдатели на изборния процес са представители от 30 държави – Боливия, Бразилия, Куба, Индия, Ирак, Иран, Русия, Южна Африка, Венецуела и тн. Иранските власти обявяват изборите за „свободни, честни и прозрачни“. Европейският съюз и западните държави обаче не признават резултатите и ги обявяват за фарс.
На 5 юни 2014 г. след мащабна офанзива Ислямска държава превзема големи територии в Ирак и успява да плени значителни количества бойна техника от Иракската армия. Сирийските ВВС се опитват да противодействат срещу възхода на джихадистите и започват масирана въздушна кампания в Ракка и Хасака в помощ на иракчаните.
На 14 юни армията си връща под контрол ГППП „Кесаб“ в провинция Латакия.
На 19 август 2014 г. Ислямска държава екзекутира американския журналист Джеймс Фоули. Джихадистите сочат като причина за екзекуцията намесата на САЩ в Ирак.
Междувременно силите на Ислямска държава в Ракка започват щурм на авиобаза „Табка“ – последната авиобаза на правителството в провинция Ракка. Ислямистите атакуват и друга база – тази в Кувейрес, източно от Алепо. На 24 август 2014 г. Ислямска държава превзема авиобазата. Жертвите от страна на джихадистите са 346, а армията губи 195 войници. Военнопленниците от сирийската армия, между 120 и 250 на брой, са брутално екзекутирани, а клипът е постнат в Ютюб.
САЩ започва своята военна интервенция в Сирия на 23 септември 2014 г. Първите въздушни удари са срещу столицата на Ислямска държава – Ракка. Коалицията, създадена от САЩ, включва Бахрейн, Саудитска Арабия, ОАЕ, Катар и Йордания. Американските ВВС използват бомбардировачи B-1 и многоцелеви изтребители F-16 и F-18. От своя страна американският флот, разположен в Персийския залив, атакува с крилати ракети „Томахоук“.

#### Офанзиви на Ан-Нусра в Идлиб и Ислямска държава в Централна Сирия (октомври 2014 – август 2015)
Към 24 март 2015 г. фронтът Ал-Нусра доминира в провинция Идлиб. На 28 март коалиция от няколко ислямистки групировки, включително и „Армия на завоеванието“, превзема столицата Идлиб след тримесечна обсада.
На 22 април ислямистите предприемат нова офанзива към друг голям град в провинция Идлиб – Джиср Ал-Шугур и на следващия ден го превземат. След тези загуби правителството губи почти всички свои позиции в провинция Идлиб. Победите на ислямистките бунтовници оказват негативно влияние и върху морала на сирийската армия и нейните съюзници.
На 21 май 2015 г. Ислямска държава, след осем дни боеве, превзема древния град Палмира, който е обект на ЮНЕСКО. Джихадистите превземат и близките градчета Ал-Сукна и Амирия, както и няколко петролни находища. След падането на Палмира, ислямистите извършват публични погроми и екзекуции. Между 200 и 300 правителствени войници и цивилни са екзекутирани. Унищожено е и историческо културно наследство. В провинция Хомс джихадисткият поход продължава, след като на 5 август 2015 г. Ислямска държава превзема християнското градче Каратаун.

#### Руска военна намеса и правителствени офанзиви
На 30 септември 2015 г. след официална молба на сирийския президент до Русия, руската авиация започва масирана въздушна кампания едновременно срещу ССА и терористите от Ислямска държава с цел да се прекрати огъня до 29 декември 2016.

## Воюващи

### Сирийски фракции
Има множество фракции, както чуждестранни, така и вътрешни, замесени в сирийската гражданска война. Те могат да бъдат разделени на четири основни групи:
- Баасистка Сирия, водена от Башар ал-Асад и подкрепяна от неговите руски и ирански съюзници.
- Сирийска опозиция, състояща се от две алтернативни правителства: 
  - Временно сирийско правителство – голяма коалиция от демократични, сирийски националисти и ислямски политически групи, чиито отбранителни сили се състоят от Сирийската национална армия[192] и Свободната сирийска армия
  - Сирийско правителство на спасението – сунитска ислямистка коалиция, водена от Хаят Тахрир ал-Шам.[193]
- Доминираната от кюрди автономна администрация на Северна и Източна Сирия и нейното военно крило Сирийски демократични сили, подкрепяни от Съединените щати, Франция и други коалиционни съюзници.[194]
- Глобален джихадистки лагер, състоящ се от организацията „Хурас ал-Дин“ – клон на Ал Кайда и нейния съперник „Ислямска държава в Ирак и Леванта“.[195]

Сирийското правителство, опозицията и Сирийските демократични сили получават подкрепа - военна, логистична и дипломатична от чужди държави, което води до това конфликтът често да бъде описван като опосредствана война.

### Чуждо участие
Основните партии, подкрепящи сирийското правителство, са Иран, Русия и ливанската милиция Хизбула. Сирийските бунтовнически групи получават политическа, логистична и военна подкрепа от Съединените щати, Турция, Саудитска Арабия, Катар, Великобритания, Франция, Израел, и Нидерландия. Под егидата на операцията Timber Sycamore и други тайни дейности агентите на ЦРУ и американските части за специални операции са обучили и въоръжили близо 10 хил. бунтовнически бойци на цена от 1 млрд. долара годишно от 2012 г. Ирак също участва в подкрепа на сирийското правителство, но най-вече срещу ИДИЛ.
Хизбула – ливанската шиитска въоръжена групировка, участва значително в Гражданската война в Сирия. Започвайки от сирийската революция през 2011 г., Хизбула предоставя активна подкрепа на правителствените сили на Баас. До 2012 г. групата ескалира участието си, разполагайки войски в Сирия. През 2013 г. Хизбула публично признава присъствието си в Сирия, засилвайки сухопътния си ангажимент. Това участие включва приблизително 5000 до 8000 бойци по всяко време, включващи специални сили, постоянни сили от всички части, бойци на непълно работно време и новобранци с ускорено бойно обучение. Присъствието на Хизбула, подкрепено от ирански оръжия и обучение, допълнително усложнява динамиката на конфликта, привличайки израелски въздушни удари срещу Хизбула и ирански цели в Сирия.

### Европейски джихадисти
На страната на въоръжената опозиция, най-вече на радикалните ислямистки и фундаменталистки групировки, са се сражавали граждани от редица европейски страни. Отбелязаните с * са убити, а отбелязаните с ** са в неизвестност. Списъкът е изготвен през април 2013 година.
- Албания – 1*
- Територии под контрол на сирийското правителство   Територии под контрол на кюрдите   Територии под контрол на бунтовниците (към 18 ноември 2013 г.) Австрия – 1**
- Белгия – 4 – 75
- България – 1*
- Великобритания – 17 – 77
- Германия – 1 – 37
- Дания – 3 – 48
- Ирландия – 15 – 25
- Испания – 1
- Косово – 1*
- Финландия – 12
- Франция – 9 – 59
- Нидерландия – 4 – 104
- Швеция – 3

### Извън граница
През юни 2014 г. членове на „Ислямска държава в Ирак и Леванта“ (ИДИЛ) прекосяват границата от Сирия в Северен Ирак и поемат контрола над големи части от иракската територия, след като иракската армия изоставя позициите си. Боевете между бунтовниците и правителствените сили също на няколко пъти се прехвърлят в Ливан. Има повтарящи се инциденти на фракционистко насилие в Северен Ливан между поддръжници и противници на сирийското правителство, както и въоръжени сблъсъци между сунити и алавити в Триполи.
Започвайки от 5 юни 2014 г., ИДИЛ превзема части от територия в Ирак. От 2014 г. сирийските арабски военновъздушни сили използват въздушни удари, насочени срещу ИДИЛ в Ракка и Ал-Хасеке в координация с иракското правителство.

## Оръжия

### Химически оръжия
По време на конфликта са използвани зарин, иприт и хлор. Многобройните жертви водят до международна реакция, особено след химическата атака в Гута през 2013 г. Поискана е мисия на ООН за установяване на фактите, която да разследва докладваните атаки с химически оръжия. В четири случая инспекторите на ООН потвърждават използването на газ зарин. През август 2016 г. поверителен доклад на ООН и ОЗХО изрично обвинява сирийската армия на Башар ал-Асад за пускането на химически оръжия (хлорни бомби) върху градовете Талменес през април 2014 г. и Сармин през март 2015 г. и Ислямска държава за използването на сярна горчица в град Мареа през август 2015 г.
Съединените щати и Европейският съюз заявяват, че сирийското правителство е извършило няколко химически атаки. След атаките в Гута през 2013 г. и международния натиск започва унищожаването на химическите оръжия на Сирия. През 2015 г. мисията на ООН разкрива недекларирани преди това следи от заринови съединения във военен изследователски обект. След химическата атака на Хан Шейхун през април 2017 г. Съединените щати предприемат първата си умишлена атака срещу сирийските правителствени сили. Разследване, проведено от Тобиас Шнайдер и Тереза Люткефенд от изследователския институт GPPi, документира 336 потвърдени атаки с химически оръжия в Сирия между 23 декември 2012 г. и 18 януари 2019 г. Проучването приписва 98% от общите химически атаки на режима на Асад. Почти 90% от атаките са извършени след химическата атака на Гута през август 2013 г.
През април 2020 г. се провежда брифинг на Съвета за сигурност на ООН относно констатациите на глобалната организация за наблюдение на химическите оръжия, Организацията за забрана на химическите оръжия (ОЗХО), която установява, че сирийските военновъздушни сили са използвали зарин и хлор за множество атаки през 2017 г. Близките съюзници на Сирия, Русия и европейските страни обсъждат въпроса, където констатациите на ОЗХО са отхвърлени от Москва, докато много западноевропейски страни призовават за отговорност за военните престъпления на правителството. Заместник-посланикът на ООН от Великобритания Джонатан Алън заявява, че докладът на екипа за идентификация на разследването на ОЗХО (IIT) твърди, че сирийският режим е отговорен за използването на химически оръжия във войната най-малко четири пъти. Информацията е отбелязана и в две разследвания, ръководени от ООН.
През април 2021 г. Сирия е спряна от ОЗХО чрез публично гласуване на държавите членки, защото не сътрудничи с IIT и нарушава Конвенцията за химическите оръжия. Констатациите в друг доклад за разследване на ОЗХО, публикуван през юли 2021 г., заключава, че сирийският режим е участвал в потвърдени химически атаки най-малко 17 пъти, от 77-те докладвани инцидента с използване на химически оръжия, приписвани на асадските сили.

### Касетъчни бомби
Сирия не е страна по Конвенцията за касетъчните боеприпаси и не признава забраната за използване на касетъчни бомби. Съобщава се, че сирийската армия е започнала да използва касетъчни бомби през септември 2012 г. Стив Гуз, директор на отдела за оръжия в Хюман Райтс Уоч, казва: „Сирия разширява безмилостната си употреба на касетъчни боеприпаси, забранено оръжие, и цивилните плащат цената с живота и тялото си“, „Първоначалните жертви са само началото, защото касетъчните боеприпаси често оставят неексплодирали бомби, които убиват и осакатяват дълго след това".

### Термобарични оръжия
Руските термобарични оръжия, известни също като „горивно-въздушни бомби“, са използвани от правителството по време на войната. На 2 декември 2015 г. анериканското списание „Нешънъл Интерест“ съобщава, че Русия разполага в Сирия системата за многократно изстрелване на ракети TOS-1 Buratino, която е предназначена да изстрелва масивни термобарични заряди срещу пехота в затворени пространства като градски райони. Една термобарична ракетна установка Buratino може да унищожи зона с размери около 200 by 400 m (660 by 1 310 ft) с един залп. От 2012 г. бунтовниците казват, че сирийските военновъздушни сили (правителствените сили) използват термобарични оръжия срещу жилищни райони, окупирани от бунтовническите бойци, като например по време на битката при Халеб, а също и в Кафр Батна. Панел от изследователи на ООН за правата на човека съобщава, че сирийското правителство е използвало термобарични бомби срещу стратегическия град Ал-Кусейр през март 2013 г. През август 2013 г. Би Би Си съобщава за използването на подобни на напалм запалителни бомби в училище в Северна Сирия.

### Противотанкови ракети
В Сирия се използват няколко вида противотанкови ракети. Русия изпраща 9M133 Корнет – противотанкови управляеми ракети от трето поколение на сирийското правителство, чиито сили ги използват широко срещу бронирани и други наземни цели за борба с джихадисти и бунтовници. Произведените в САЩ ракети BGM-71 TOW са едно от основните оръжия на бунтовническите групи и са осигурени основно от Съединените щати и Саудитска Арабия. САЩ също са доставили много източноевропейски пускови установки 9K111 Фагот и бойни глави на сирийските бунтовнически групи по своята програма Timber Sycamore.

### Балистични ракети
През юни 2017 г. Иран атакува цели на ИДИЛ в района на Дейр ез Зор в Източна Сирия с балистични ракети Zolfaghar, изстреляни от Западен Иран, в първото използване на ракети със среден обсег от Иран от 30 години. Според сп. „Джейнс Дифенс Уикли“ ракетите са изминали 650-700 километра.

### Военни престъпления
През 2022 г. германски съд осъжда 58-годишния Ануар Раслан, високопоставен служител от режима на президента Башар ал-Асад, на доживотен затвор, след като той търси убежище в Германия и е арестуван през 2019 г. Той е обвинен в съучастие в убийството на най-малко 27 души, съчетано със сексуално насилие и изтезания на най-малко още 4000 души между 29 април 2011 г. и 7 септември 2012 г. Раслан е офицер от средно ниво в клон 251 и ръководи изтезанията на задържаните. Процесът срещу него е безпрецедентен, тъй като Германия поема процес за престъпления, извършени по време на Сирийската война, а адвокатите по правата на човека поемат това съгласно принципа на универсалната юрисдикция. Универсалната юрисдикция е концепция в германското законодателство, която позволява тежки престъпления да бъдат съдени в Германия, дори ако не са се случили в страната. Неговият съобвиняем Еяд ал-Гариб, 44-годишен, служител на ниско ниво в клон 251, също е осъден на 4 години и 6 месеца затвор на 24 февруари 2021 г. Задълженията на Еяд включват транспортирането на задържаните до място, където ще бъдат измъчвани дни наред. Знанието му за факта, че там се извършват изтезания, му носи присъда.

## Фракционарност
Последователните правителства на Хафез и Башар ал-Асад са тясно свързани с малцинствената алавитска религиозна група в страната издънка на шиитите, докато по-голямата част от населението и по-голямата част от опозицията са сунити. Това доведе до призиви за преследване на алавитите от части на опозицията.
Една трета от 250 хиляди алауити мъже на военна възраст са били убити в битките в гражданската война в Сирия. През май 2013 г. SOHR заяви, че от 94 хиляди убити по време на войната най-малко 41 хил. са алавити.
Според новинарския уебсайт The Daily Beast, много сирийски християни са заявили през ноември 2013 г., че са избягали, след като са били нападнати от антиправителствените бунтовници.
Тъй като милициите и несирийските шиити, мотивирани от прошиитски настроения, а не от лоялност към правителството на Асад, поемат борбата с антиправителствените сили от отслабената сирийска армия, боевете придобиват по-фракциониран характер. Един опозиционен лидер казва, че шиитските милиции често „се опитват да окупират и контролират религиозните символи в сунитската общност, за да постигнат не само териториална победа, но и фракционистка победа“, според съобщенията окупират джамии и заменят сунитските икони със снимки на шиитски лидери. Според Сирийската мрежа за правата на човека милициите са извършили нарушения на правата на човека, включително поредица от сектантски кланета между март 2011 г. и януари 2014 г., оставили смъртта на 962 цивилни.

## Кюрдска автономия в Североизточна Сирия
Автономната администрация на Северна и Източна Сирия, известна и като Роджава, е де факто автономен регион в Североизточна Сирия. Той не претендира за пълна автономност, а за автономност в рамките на една федерална и демократична Сирия. Състои се от самоуправляващи се подрегиони в областите Африн, Джазира, Ефрат, Ракка, Табка, Манбидж и Дейр ез-Зор. Регионът придобива фактическата си автономия през 2012 г. в контекста на продължаващия конфликт в Роджава, в който вземат участие неговите официални военни сили, Сирийските демократични сили. Въпреки че има някои външни отношения, той не е официално признат за автономен от правителството на Сирия или друга държава, с изключение на каталонския парламент. Той има широка подкрепа за своите универсални демократични, устойчиви, автономни плуралистични, равни и феминистки политики в диалози с други партии и организации. Североизточна Сирия е полиетническа и е дом на значителни етнически кюрди, араби и асирийци, с по-малки общности от етнически туркмени, арменци, черкези и язиди.
Поддръжниците на администрацията на региона заявяват, че това е официално светско устройство с пряко демократични амбиции, основаващи се на анархистична, феминистка и либертарианска социалистическа идеология, насърчаваща децентрализация, равенство между половете, екологична устойчивост, социална екология и плуралистична толерантност към религиозното, културно и политическо многообразие и че тези ценности са отразени в нейната конституция, общество и политика, заявявайки, че това е модел за федерализирана Сирия като цяло, а не пълна независимост. Администрацията на региона също е обвинена от някои партийни и непартийни източници в авторитаризъм, подкрепа на сирийското правителство, кюрдизация и разселване. Въпреки това обаче Роджава е най-демократичната система в Сирия, с преки открити избори, всеобщо равенство, зачитане на човешките права в региона, както и защита на малцинствените и религиозните права в Сирия.
През март 2015 г. сирийският министър на информацията обявява, че неговото правителство смята да признае кюрдската автономия в рамките на закона и конституцията. Докато администрацията на региона не е поканена на мирните преговори за Сирия в Женева III или на който и да е от по-ранните преговори, по-специално Русия призовава за включване на региона и до известна степен включва позициите на региона в преговорите, както е документирано в руския проект от май 2016 г. за нова конституция на Сирия.
Анализ, публикуван през юни 2017 г., описва „отношенията на региона с правителството, напрегнати, но функционални“ и „полукооперативна динамика“. В края на септември 2017 г. външният министър на Сирия казва, че Дамаск ще обмисли предоставянето на повече автономия на кюрдите в региона, след като ИДИЛ бъде победена.
На 13 октомври 2019 г. Сирийските демократични сили обявяват, че са постигнали споразумение със сирийската армия, което позволи на последната да влезе в контролираните от силите градове Манбидж и Кобани, за да разубеди турска атака срещу тези градове като част от трансграничната офанзива на турски и подкрепяни от Турция сирийски бунтовници. Сирийската армия също се разполага в северната част на Сирия заедно със силите по сирийско-турската граница и навлиза в няколко града, контролирани от силите, като Айн Иса и Тел Тамер. След създаването на Втората буферна зона в Северна Сирия Сирийските демократични сили заявяват, че са готови да работят в сътрудничество със сирийската армия, ако бъде постигнато политическо споразумение между сирийското правителство и тях.
Според информацията, събрана през декември 2021 г., иракските власти са репатрирали 100 иракски бойци от групировката Ислямска държава, които са били задържани от кюрдските сили в Североизточна Сирия.
Към 2022 г. основната военна заплаха и конфликт, пред които са изправени официалните отбранителни сили на Роджава, Сирийските демократични сили, са първо, продължаващ конфликт с Ислямска държава; и второ, продължаващите опасения за възможно нахлуване в североизточните региони на Сирия от турски сили, за да ударят кюрдските групи като цяло и Роджава в частност. Официален доклад на правителството на Роджава отбеляза, че подкрепяните от Турция милиции са основната заплаха за региона на Роджава и неговото правителство.
През май 2022 г. турски и опозиционни сирийски служители заявяват, че въоръжените сили на Турция и Сирийската национална армия планират нова операция срещу Сирийските демократични сили, съставена предимно от Отряда за народна самоотбрана/Отряда за женска самоотбрана. Новата операция е настроена да поднови усилията за създаване на 30-километрови безопасни зони по границата на Турция със Сирия, казва президентът Ердоган в изявление. Операцията е насочена към регионите Тал Рифаат и Манбидж на запад от река Ефрат и други райони на изток. Междувременно Анкара води преговори с Москва относно операцията. Президентът Ердоган потвърждава решимостта си за операцията на 8 август 2022 г.
На 5 юни 2022 г. лидерът на Сирийските демократични сили Мазлум Абди, казва, че силите на кюрдското правителство в автономната администрация на Северна и Източна Сирия са готови да работят със сирийските правителствени сили за защита срещу Турция, казвайки, че „Дамаск трябва да използва своите системи за противовъздушна отбрана срещу турски самолети“. Абди казва, че кюрдските групи ще могат да си сътрудничат със сирийското правителство и все пак ще запазят своята автономия. Съвместните дискусии са резултат от преговорния процес, започнал през октомври 2019 г. В началото на 2023 г. докладите показват, че силите на Ислямска държава в Сирия са били предимно победени, като са останали само няколко клетки в различни отдалечени места.
От 2023 г. Турция продължава да подкрепя различни милиции в Сирия, състоящи се предимно от Сирийската национална армия, която периодично се опитва да извърши някои операции срещу кюрдски групи. Една заявена цел е да се създадат безопасни зони“ по границата на Турция със Сирия, според изявление на турския президент Ердоган. Операциите като цяло са насочени към регионите Тал Рифаат и Манбидж на запад от Ефрат и други райони на изток. Президентът Ердоган открито заявява подкрепата си за операциите в разговори с Москва в средата на 2022 г.

## Ефекти от войната

### Сирийска бежанска криза
Към 2015 г. 3,8 млн. са станали бежанци. Към 2013 г. един на всеки трима от сирийските бежанци (около 667 хиляди души) търси безопасност в Ливан (обикновено 4,8 млн. население). Други бягат в Йордания, Турция и Ирак. Турция приема 1,7 млн. (2015 г.) сирийски бежанци, половината от които са разпръснати около градове и дузина лагери, поставени под прякото ръководство на турското правителство. Сателитни изображения потвърждават, че първите сирийски лагери се появяват в Турция през юли 2011 г., малко след като градовете Дераа, Хомс и Хама са обсадени. През септември 2014 г. ООН заявява, че броят на сирийските бежанци е надхвърлил 3 млн. Според Йерусалимски център за обществени въпроси сунитите заминават за Ливан и подкопават статута на Хизбула. Кризата с бежанците в Сирия води до намаляване на заплахата „Йордания е Палестина“ поради настъплението на нови бежанци в Йордания. Гръкокатолическият патриарх Григориос III Лахам казва, че повече от 450 хиляди сирийски християни са били разселени от конфликта. Към септември 2016 г. Европейският съюз съобщава, че в страната има 13,5 милиона бежанци, нуждаещи се от помощ. Австралия е призована да спаси повече от 60 жени и деца, блокирани в сирийския лагер Ал Хаул преди потенциалната турска инвазия.
Основно изявление на неправителствената организация ACT Alliance установява, че милиони сирийски бежанци остават разселени в страни около Сирия. Това включва около 1,5 млн. бежанци в Ливан. Освен това докладът установява, че бежанците в лагерите в Североизточна Сирия са се утроили същата година.
Много бежанци остават в местните бежански лагери. Съобщава се, че условията там са тежки, особено с наближаването на зимата.
4000 души са настанени в лагера Уашокани. Никакви други организации не им помагат освен Кюрдския червен кръст. Много обитатели на лагера призовават за помощ международни групи. Бежанците в Североизточна Сирия съобщават, че не са получили помощ от международни хуманитарни организации.
На 30 декември 2019 г. над 50 сирийски бежанци, включително 27 деца, са посрещнати в Ирландия, където започват живота си наново в новите си временни домове в Центъра за настаняване „Мосни“ в Ко Мийт. Бежанците мигранти са предварително интервюирани от ирландски служители в рамките на Ирландската програма за защита на бежанците (IRPP).
Към 2022 г. има над 5,6 милиона бежанци. Над 3,7 млн. от тях (около 65%) са в Турция. Тези цифри показват, че голяма част от вината лежи върху бежанците от целия политически спектър в страната. Те са обвинявани за влошаващата се икономическа криза. Въведени са мерки за прогонването им, включително повишени такси за комунални услуги като вода и услуги като разрешителни за брак. Има увеличение на атаките, насочени към сирийски бежанци в страната.

#### Връщане на бежанци
Друг аспект от следвоенните години е как да се върнат милионите бежанци. Сирийското правителство предлага закон, известен като Закон 10, който може да лиши бежанците от собственост, като например повредени недвижими имоти. Има също опасения сред някои бежанци, че ако се върнат, за да поискат тази собственост, те ще бъдат изправени пред негативни последици, като принудителна военна служба или затвор. Сирийското правителство е критикувано, че използва този закон, за да възнагради онези, които са подкрепили правителството. Правителството обаче заявява, че това изявление е невярно и твърди, че иска връщането на бежанците от Ливан. През декември 2018 г. е съобщено също, че сирийското правителство е започнало да конфискува имущество съгласно закон за борба с тероризма, което се отразява негативно на опонентите на правителството, като много от тях губят собствеността си. Отменени са и пенсиите на някои хора.
Ердоган каза, че Турция очаква да презасели около 1 млн. бежанци в буферната зона, която контролира. Той твърди, че Турция е похарчила милиарди за приблизително 5 млн. бежанци, които сега са настанени в Турция, и призовава за повече финансиране от по-богатите нации и ЕС. Този план предизвиква загриженост сред кюрдите относно разселването на съществуващите общности и групи в тази област.

#### Вътрешно разселени бежанци
Насилието в Сирия кара милиони да напуснат домовете си. Към март 2015 г. оценката на Ал-Джазира е 10,9 млн. сирийци, или почти половината от населението, са разселени. Насилието, избухнало поради продължаващата криза в Северозападна Сирия, принуждава 6500 деца да бягат всеки ден през последната седмица на януари 2020 г. Регистрираният брой на разселените деца в района е достигнал повече от 300 хиляди от декември 2019 г.
Към 2022 г. в Сирия има 6,2 млн. вътрешно разселени лица според Върховния комисариат на ООН за бежанците. 2,5 млн. от тях са деца. Само през 2017 г. най-малко 1,8 млн. души са разселени, като много от тях са разселени за втори и трети път.
Стотици момчета са заложници на Ислямска държава. Към 25 януари 2022 г. в. „Ню Йорк Таймс“ заявява, че битката за затвор в Североизточна Сирия е привлякла внимание към тежкото положение на хиляди чуждестранни деца, които са били доведени в Сирия от родителите си, за да се присъединят към халифата на Ислямска държава, и са били задържани за три години в лагери и затвори в региона, изоставени от родните си страни. Приблизително 40 хиляди чужденци, включително деца, са пътували до Сирия, за да се бият за халифата или да работят за него. Хиляди от тях са довели малките си деца със себе си. Има и други деца, родени там. Когато Ислямска държава губи контрол над последното парче територия в Сирия – Багуз преди три години, оцелелите жени и малки деца са задържани в лагери, докато заподозрени бунтовници и момчета, някои от които на 10 години, са хвърлени в затвора. Освен това, когато момчетата в лагерите достигнат юношеска възраст, те обикновено се прехвърлят в затвор „Синая“ в Хасака, където са натъпкани в пренаселени килии без достъп до слънчева светлина. Според пазачите на затвора в района няма достатъчно храна и медицинска помощ. Когато момчетата навършат 18 години, те се изпращат в обикновения затвор, където ранени членове на Ислямска държава са настанени по трима на легло.

### Жертви
На 2 януари 2013 г. ООН заявява че 60 хиляди са били убити от началото на гражданската война, като Върховният комисар на ООН за правата на човека Нави Пилай казва: „Броят на жертвите е много по-голям, отколкото очаквахме, и е наистина шокиращ“. Четири месеца по-късно актуализираната цифра на ООН за броя на жертвите достига 80 хиляди. На 13 юни 2013 г. ООН публикува актуализирана цифра на хората, убити от началото на боевете, цифрата е точно 92 901 до края на април 2013 г. Нави Пилай заявява: „Това най-вероятно е минимална цифра на жертвите“. Предполага се, че реалният брой е над 100 хиляди. Някои райони на страната са непропорционално засегнати от войната; според някои оценки около 1/3 от всички смъртни случаи са настъпили в град Хомс.
Един от проблемите е определянето на броя на загиналите въоръжени бойци поради това, че някои източници смятат бунтовническите бойци, които не са били дезертьори от правителството, като цивилни. Смята се, че поне половината от потвърдените убити са бойци от двете страни, включително 52 290 правителствени бойци и 29 080 бунтовници, с допълнителни 50 хиляди непотвърдени смъртни случая на бойци. Освен това УНИЦЕФ съобщава, че над 500 деца са били убити до началото на февруари 2012 г. и други 400 деца са били арестувани и измъчвани в сирийски затвори; и двата доклада са оспорени от сирийското правителство. Освен това е известно, че над 600 задържани и политически затворници са умрели при изтезания. В средата на октомври 2012 г. опозиционната активистка група SOHR съобщава, че броят на децата, убити в конфликта, е нараснал до 2300, а през март 2013 г. източници от опозицията заявяват, че над 5000 деца са били убити. През януари 2014 г. е публикуван доклад за убийството на повече от 11 хиляди задържани от сирийското правителство.
На 20 август 2014 г. ново проучване на ООН заключава, че най-малко 191 369 души са загинали в сирийския конфликт. След това ООН спира да събира статистически данни, но проучване на Сирийския център за политически изследвания, публикувано през февруари 2016 г., изчислява броя на загиналите на 470 хиляди, с 1,9 млн. ранени (достигайки общо 11,5% от цялото население или ранени, или убити). Доклад на проопозиционната SNHR през 2018 г. споменава 82 хиляди жертви, които са били насилствено изчезнали от сирийското правителство, добавени към 14 хиляди потвърдени смъртни случая поради изтезания. Според различни наблюдатели на войната сирийските въоръжени сили и силите, подкрепящи Башар ал-Асад, са отговорни за над 90% от общите цивилни жертви в гражданската война.
На 15 април 2017 г. конвой от автобуси, превозващи евакуирани от обсадените шиитски градове Ал-Фуа и Кафрия, които са обкръжени от Армията на завоеванието, е атакуван от атентатор самоубиец западно от Халеб, убивайки повече от 126 души, включително най-малко 80 деца. На 1 януари 2020 г. най-малко осем цивилни, включително четири деца, са убити при ракетна атака срещу училище в Идлиб от сирийските правителствени сили, съобщава Сирийската обсерватория за правата на човека.
През януари 2020 г. УНИЦЕФ предупреждава, че децата понасят тежестта на ескалиращото насилие в Северозападна Сирия. Повече от 500 деца са били ранени или убити през първите три тримесечия на 2019 г., а над 65 деца са станали жертва на войната само през декември.
Над 380 хиляди души са били убити от началото на войната в Сирия преди девет години, каза на 4 януари 2020 г. Сирийската обсерватория за човешки права, наблюдател на войната. Броят на загиналите включва цивилни, правителствени войници, членове на милицията и чуждестранни войски.
При въздушен удар от руски сили, лоялни на сирийското правителство, са убити най-малко петима цивилни, четирима от които принадлежат на едно и също семейство. Сирийската обсерватория за правата на човека твърди, че броят на загиналите включва три деца след нападението в района на Идлиб на 18 януари 2020 г.
На 30 януари 2020 г. руски въздушни удрят болница и пекарна и убиват над 10 цивилни в района на Идлиб в Сирия. Москва веднага отхвърля обвинението.
На 23 юни 2020 г. израелските нападения убиват седем бойци, включително двама сирийци в централна провинция. Държавните медии цитират военен служител, който казва, че нападението е насочено към постове в селските райони на провинцията на Хама.
Само четири дни след началото на 2022 г. две деца са убити, а други пет са ранени в Северозападна Сирия. Само през 2021 г. в региона са регистрирани над 70% от насилствените нападения срещу деца.
На 14 януари 2022 г. един човек е убит от кола бомба и няколко други са ранени в град Азаз в Северозападна Сирия, трима души са ранени на пазар при предполагаем самоубийствен атентат в град Ал Баб и друга самоубийствена бомба избухва в град Африн на кръгово кръстовище.

### Нарушаване на човешките права
Организациите на ООН и правозащитните организации твърдят, че нарушенията на правата на човека са извършени както от правителството, така и от бунтовническите сили, като по-голямата част от злоупотребите са извършени от сирийското правителство. Многобройни нарушения на правата на човека, политически репресии, военни престъпления и престъпления срещу човечеството, извършени от правителството на Башар ал-Асад по време на конфликта, водят до международно осъждане и широко разпространени призиви за осъждане на Асад в Международния наказателен съд. Безпрецедентният мащаб на зверствата, предприети от правителствените сили след избухването на сирийската революция, водидо международно възмущение и членството на Сирия е спряно от различни международни организации.
Според трима международни адвокати сирийските правителствени служители могат да бъдат изправени пред обвинения във военни престъпления в светлината на огромното количество доказателства, изнесени нелегално от страната, показващи систематичното убийство на около 11 хиляди задържани. Повечето от жертвите са млади мъже и много трупове са измършавели, окървавени и носят следи от мъчения. Някои са без очи, други показват признаци на удушаване или на токов удар. Експертите казват, че това доказателство е по-подробно и в много по-голям мащаб от всичко друго, което се е появило от тогавашната 34-месечна криза. Жестокостите, извършени от режима на Асад, са описани като най-големите военни престъпления на 21 век, със смразяващи разкрития за изтезания, изнасилвания, кланета и изтребление, изтекли чрез доклада „Цезар“ от 2014 г., който съдържа фотографски доказателства, събрани от дисидентски военен фотограф, работил във военните затвори на Баас.
ООН съобщава през 2014 г., че „обсадната война се използва в контекста на груби нарушения на човешките права и международното хуманитарно право. Враждуващите страни не се страхуват да бъдат държани отговорни за действията си“. Въоръжените сили на двете страни в конфликта блокират достъпа на хуманитарни конвои, конфискуват храна, прекъсват водоснабдяването и се насочват към фермерите, работещи на нивите си. Докладът сочи четири места, обсадени от правителствените сили: Муадамия, Дарая, лагер Ярмук и Стария град на Хомс, както и две зони под обсада от бунтовнически групи: Халеб и Хама. В лагера Ярмук 20 хиляди жители са изправени пред смърт от глад поради блокадата от сирийските правителствени сили и боевете между армията и Джабхат ан-Нусра, което възпрепятства раздаването на храна от UNRWA. През юли 2015 г. ООН премахва Ярмук от списъка си с обсадени райони в Сирия, въпреки че не е в състояние да достави помощ там в продължение на четири месеца, и отказва да каже защо е направила това. След интензивни битки през април/май 2018 г. сирийските правителствени сили най-накрая превземат лагера, а населението му сега е намалено до 100–200 души.
Силите на Ислямска държава също са критикувани от ООН, че използват публични екзекуции и убийства на пленници, ампутации и бичове в кампания за всяване на страх. „Силите на Ислямска държава в Ирак и ал-Шам са извършили изтезания, убийства, действия, равносилни на насилствено изчезване и принудително разселване като част от атаки срещу цивилното население в провинциите Халеб и Ракка, което представлява престъпления срещу човечеството“, се казва в доклада от 27 август 2014 г. Ислямска държава също преследва гейове и бисексуални мъже.
Насилствените изчезвания и произволните задържания също са част от началото на сирийското въстание. В доклад на Амнести Интернешънъл от ноември 2015 г. се посочва, че сирийското правителство е накарало да изчезнат насилствено повече от 65 хиляди души от началото на гражданската война в Сирия. Според доклад от май 2016 г. на Сирийската обсерватория за правата на човека най-малко 60 хиляди души са били убити от март 2011 г. чрез изтезания или от лоши хуманитарни условия в затворите на сирийското правителство.
През февруари 2017 г. Амнести Интернешънъл публикува доклад, в който се посочва, че сирийското правителство е убило около 13 хиляди души, предимно цивилни, във военния затвор Сайдная. Твърди се, че убийствата са започнали през 2011 г. и все още продължават. Амнести Интернешънъл описва това като политика на умишлено изтребление и също така заявява: „Тези практики, които представляват военни престъпления и престъпления срещу човечеството, са разрешени от най-високите нива на сирийското правителство“. Три месеца по-късно Държавният департамент на Съединените щати заявява, че близо до затвора е открит крематориум. Според САЩ той е бил използван за изгаряне на хиляди тела на убитите от правителствените сили и за прикриване на доказателства за жестокости и военни престъпления. Амнести Интернешънъл изразява учудване от докладите за крематориума, тъй като снимките, използвани от САЩ, са от 2013 г. и те не ги смятат за убедителни, а правителствени служители бегълци са заявили, че правителството погребва екзекутираните от него в гробища на военни терени в Дамаск. Сирийското правителство заявява, че докладите не са верни.
До юли 2012 г. правозащитната група „Жени под обсада“ е документирала над 100 случая на изнасилване и сексуално посегателство по време на конфликта, като много от тези престъпления са докладвани, че са извършени от Шабиха и други проправителствени милиции. Жертвите включват мъже, жени и деца, като около 80% от известните жертви са жени и момичета.
На 11 септември 2019 г. следователите на ООН заявяват, че въздушните удари, извършени от водената от САЩ коалиция в Сирия, са убили или ранили няколко цивилни, което означава, че не са били взети необходимите предпазни мерки, което е довело до потенциални военни престъпления.
В края на 2019 г., когато насилието се засилва в Северозападна Сирия, се съобщава, че хиляди жени и деца са били държани при нечовешки условия в отдалечен лагер според назначени от ООН следователи. През октомври 2019 г. Амнести Интернешънъл заявява, че е събрала доказателства за военни престъпления и други нарушения, извършени от турски и подкрепяни от Турция сирийски сили, за които се твърди, че „са показали срамно пренебрежение към цивилния живот, извършвайки сериозни нарушения и военни престъпления, включително бързи убийства и незаконни атаки, които са убили и ранили цивилни".
Според доклад от 2020 г. на подкрепени от ООН следователи на сирийската гражданска война, млади момичета на възраст над девет години са били изнасилвани и подвеждани в сексуално робство, докато момчета са били подлагани на изтезания и насилствено обучавани да извършват убийства на публично място. Децата са били нападани от стрелци и примамвани да бъдат разменни монети за откуп.
На 6 април 2020 г. ООН публикува своето разследване на атаките срещу хуманитарни обекти в Сирия. Съветът в докладите си казва, че е проучил шест обекта на атаки и заключава, че въздушните удари са били извършени от правителството на Сирия и/или неговите съюзници. Докладът обаче е критикуван, че е пристрастен към Русия и не я назовава, въпреки надлежните доказателства. „Отказът да се посочи изрично Русия като отговорна страна, работеща заедно със сирийското правителство... е дълбоко разочароващ“, цитира HRW.
На 27 април 2020 г. Сирийската мрежа за човешки права съобщава за продължаване на множество престъпления през месец март и април в Сирия. Правозащитната организация твърди, че сирийският режим е унищожил 44 цивилни, включително шест деца, по време на безпрецедентните времена на COVID-19. В него също се казва, че сирийските сили са държали в плен 156 души, докато са извършили минимум четири атаки срещу жизненоважни цивилни съоръжения. Освен това в доклада се препоръчва ООН да наложи санкции на режима на Башар ал-Асад, ако той продължи да нарушава човешките права. На 8 май 2020 г. върховният комисар на ООН по правата на човека Мишел Бачелет изразява сериозна загриженост, че бунтовнически групи, включително терористични бойци а Ислямска държава, може да използват пандемията от COVID-19 като възможност за прегрупиране и предизвикване на насилие в страната.
На 21 юли 2020 г. сирийските правителствени сили извършват нападение и убиват двама цивилни с четири ракети „Град“ в западен подрайон Ал Баб.
На 14 януари 2022 г. в контролирания от бунтовниците град Азаз в Северозападна Сирия избухва кола бомба, убивайки един и ранявайки няколко минувачи. Според спасител импровизирано взривно устройство е било поставено в кола и след това колата е била поставена близо до местен транспортен офис в града, който е близо до турската граница. В град Ал Баб избухва самоубийствена бомба, ранявайки трима, а в град Африн друга самоубийствена бомба избухва на кръгово кръстовище. Всичките тези три атаки се случват в интервал от часове и минути един от друг.
Според Ал-Джазира ракетна атака срещу град в Северна Сирия, контролиран от подкрепяни от Турция опозиционни бойци, убива шестима цивилни и рани повече от дузина други на 21 януари 2022 г. Според базираната във Великобритания Сирийска обсерватория за правата на човека не е ясно кой е изстрелял артилерийските снаряди, но атаката е дошла от регион, населен от кюрдски бойци и сирийски правителствени сили.
След атака срещу сирийски затвор на 23 януари 2022 г. над 120 души са убити в продължаващ конфликт между водени от кюрдите войски и бойци на Ислямска държава. Според базираната в Обединеното кралство Сирийска обсерватория за правата на човека най-малко 77 членове на ИД и 39 кюрдски бойци, включително вътрешни сили за сигурност, пазачи в затвори и сили за борба с тероризма са били убити при атаката. На 17 декември 2023 г. осем цивилни, включително бременна жена, са убити по време на бомбардировки от Сирийската арабска армия над град Дарат Изза. Военният наблюдател SOHR съобщава, че проасадските сили умишлено са извършили клане, като са насочвали директно жилищни райони, използвайки артилерийски снаряди и ракетни установки.

### Престъпна вълна
Тъй като конфликтът се разраства в Сирия, много градове са погълнати от вълна от престъпност, тъй като боевете причинщват разпадането на голяма част от цивилната държава и много полицейски управления спират да функционират. Степента на кражби се увеличава, като престъпниците плячкосват къщи и магазини. Процентът на отвличанията също се увеличава.
Командирите на местните национални сили за отбрана често участват в печалба от война чрез рекет, грабежи и организирана престъпност. Членовете на Национални отбранителни сили също са замесени във вълни от убийства, грабежи, кражби, отвличания и изнудвания в контролирани от правителството части на Сирия от създаването на организацията през 2013 г., както се съобщава от Института за изследване на войната.
Престъпните мрежи са използвани както от правителството, така и от опозицията по време на конфликта. Изправено пред международни санкции, сирийското правителство разчита на престъпни организации за контрабанден внос на стоки и пари в и извън страната. Икономическият спад, причинен от конфликта и санкциите, също води до по-ниски заплати за членовете на Шабиха. В отговор някои членове на Шабиха започват да крадат цивилни имоти и да участват в отвличания. Бунтовническите сили понякога разчитат на престъпни мрежи, за да получат оръжия и провизии. Цените на оръжията на черния пазар в съседните на Сирия страни значително се повишават от началото на конфликта. За да генерират средства за закупуване на оръжия, някои бунтовнически групи се насочват към изнудване, кражби и отвличания.
Сирия става основно място за производство на Каптагон – нелегален амфетамин. Произведените в Сирия наркотици намират своя път през Персийския залив, Йордания и Европа, но понякога са залавяни. През януари 2022 г. офицер от йорданската армия е прострелян и убит, а трима военнослужещи са ранени след избухнала престрелка между контрабандисти на наркотици и армията. Йорданската армия заявява, че през 2021 г. е свалила дрон, използван за контрабанда на значително количество наркотици през йорданската граница.

### Епидемии
Световната здравна организация съобщава, че 35% от болниците в страната не работят. Войната прави невъзможно предприемането на нормалните програми за ваксинация. Разселените бежанци също могат да представляват риск от заболяване за страните, в които са избягали. 400 хил. цивилни са изолирани от обсадата на Източна Гута от април 2013 г. до април 2018 г., което води до остро недохранени деца според специалния съветник на ООН Ян Егеланд, който призовава страните за медицинска евакуация. 55 хиляди цивилни също са изолирани в бежанския лагер Рукбан между Сирия и Йордания, където достъпът на хуманитарна помощ е труден поради суровите условия в пустинята. Хуманитарната помощ стига до лагера само спорадично, понякога отнема три месеца между пратките.
Някогашните редки инфекциозни заболявания се разпространяват в контролираните от бунтовниците райони, причинени от лоши санитарни условия и влошени условия на живот. Болестите засягат предимно децата. Те включват морбили, коремен тиф, хепатит, дизентерия, туберкулоза, дифтерия, коклюш и обезобразяващото кожно заболяване лайшманиоза. От особено значение е заразният и осакатяващ полиомиелит. Към края на 2013 г. лекари и международни здравни агенции са докладвали повече от 90 случая. Критиците на правителството се оплакват, че дори преди въстанието то е допринесло за разпространението на болестта чрез целенасочено ограничаване на достъпа до ваксинация, канализация и достъп до чиста вода в райони, считани за политически несимпатични.
През юни 2020 г. ООН съобщава, че след повече от девет години война Сирия изпада в още по-дълбока криза и икономическо влошаване в резултат на пандемията от COVID-19. Към 26 юни заразените с COVID-19 са общо 248 души, от които девет души са починали. Ограниченията върху вноса на медицински консумативи, ограниченият достъп до основно оборудване, намалената външна подкрепа и продължаващите атаки срещу медицински заведения поставиха здравната инфраструктура на Сирия в опасност и неспособна да отговори на нуждите на населението. Освен това сирийските общности бяха изправени пред безпрецедентни нива на гладна криза.
През септември 2022 г. представителят на ООН в Сирия съобщава, че няколко региона в страната са свидетели на епидемия от холера. Постоянният координатор на ООН и хуманитарен координатор Имран Риза призовава за спешна реакция за ограничаване на епидемията, като казва, че тя представлява сериозна заплаха за хората в Сирия. Избухването е свързано с използването на замърсена вода за отглеждане на култури и зависимостта на хората от небезопасни водоизточници.

### Хуманитарна помощ
Конфликтът държи рекорда за най-голямата сума, искана някога от агенции на ООН за единична хуманитарна спешна помощ, 6,5 млрд. долара заявки от декември 2013 г. Международният хуманитарен отговор на конфликта в Сирия се координира от Службата на ООН за координация на хуманитарните въпроси (UNOCHA) в съответствие с Резолюция 46/182 на Общото събрание на ООН. Основната рамка за тази координация е Планът за реагиране при хуманитарна помощ в Сирия (SHARP), който иска 1,41 млрд. щатски долара за задоволяване на хуманитарните нужди на сирийците, засегнати от конфликта. Официалните данни на ООН за хуманитарната ситуация и реакцията са достъпни на официален уебсайт, управляван от UNOCHA Сирия (Аман). УНИЦЕФ също работи заедно с тези организации, за да осигури ваксинации и пакети за грижи на нуждаещите се. Финансова информация за отговора на SHARP и помощта за бежанците и за трансграничните операции може да бъде намерена в Службата за финансово проследяване на UNOCHA.
Трудността при доставянето на хуманитарна помощ на хората е показана от статистиката за януари 2015 г. – от приблизително 212 хиляди души през този месец, които са били обсадени от правителствени или опозиционни сили, 304 са били достигнати с храна. USAID и други правителствени агенции в САЩ доставят близо 385 млн. долара помощи за Сирия през 2012 и 2013 г. Съединените щати предоставят хранителна помощ, медицински консумативи, спешни и основни здравни грижи, материали за подслон, чиста вода, хигиенно обучение и консумативи и други помощи. Islamic Relief зарежда 30 болници и изпраща стотици хиляди медицински и хранителни колети.
Други държави в региона също са предоставили различни нива на помощ. Иран изнася между 500 и 800 тона брашно дневно за Сирия. Израел предоставя помощ чрез операция „Добър съсед“, като предоставя медицинско лечение на 750 сирийци в полева болница, разположена на Голанските възвишения, където бунтовниците казват, че 250 от техните бойци са били лекувани. Израел създава два медицински центъра в Сирия. Израел също доставя керосин, дизелово гориво, седем електрически генератора, водопроводни тръби, учебни материали, брашно за пекарни, бебешка храна, памперси, обувки и облекло. Сирийските бежанци в Ливан съставляват 1/4 от населението на Ливан, състоящи се предимно от жени и деца. Освен това Русия заявява, че е създала шест центъра за хуманитарна помощ в Сирия, за да подкрепи 3000 бежанци през 2016 г.
На 9 април 2020 г. ООН изпраща 51 камиона с хуманитарна помощ в Идлиб. Организацията казва, че помощта ще бъде разпределена сред цивилни, блокирани в северозападната част на страната.
На 30 април 2020 г. Хюман Райтс Уоч осъжда сирийските власти за дългогодишното им ограничение върху влизането на хуманитарни доставки. Организацията също така иска Световната здравна организация да продължи да настоява ООН да позволи медицинска помощ и други основни неща да достигнат до Сирия през граничния пункт с Ирак, за да се предотврати разпространението на COVID-19 в разкъсаната от война нация. Помощните доставки, ако бъдат разрешени, ще позволят на сирийското население да се предпази от заразяване с вируса COVID-19.

### Културно наследство
Към март 2015 г. войната е засегнала 290 обекта на културното наследство, сериозно е повредила 104 и напълно унищожила 24. Пет от шестте обекта на ЮНЕСКО за световно наследство в Сирия са повредени. Унищожаването на антики е причинено от обстрели, окопаване на армията и плячкосване на различни телове, музеи и паметници. Групата „Сирийско археологическо наследство под заплаха“ наблюдава и записва унищожаването в опит да създаде списък на обектите на наследството, повредени по време на войната, и да получи глобална подкрепа за защитата и запазването на сирийската археология и архитектура.
ЮНЕСКО изброява всичките шест обекта на световното наследство на Сирия като застрашени, но пряка оценка на щетите не е възможна. Известно е, че Старият град на Халеб е бил силно повреден по време на битки, водени в района, докато Палмира и Крак де Шевалие са претърпели незначителни щети. Твърди се, че незаконното копаене представлява сериозна опасност и стотици сирийски антики, включително някои от Палмира, се появяват в Ливан. Известно е, че три археологически музея са били разграбени; в Ар-Ракка някои артефакти изглежда са били унищожени от чужди ислямисти поради религиозни възражения.
През 2014 и 2015 г., след възхода на Ислямска държава, няколко обекта в Сирия са унищожени от групата като част от умишлено унищожаване на обекти на културното наследство. В Палмира групата унищожава много древни статуи, храмовете на Баалшамин и Бел, много гробници, включително кулата на Елабел и част от монументалната арка. Замъкът на Палмира от XIII век е сериозно повреден от отстъпващите бойци по време на офанзивата на Палмира през март 2016 г. Ислямска държава също унищожава древни статуи в Ракка и редица църкви, включително мемориалната църква на арменския геноцид в Дейр ез-Зор.
През януари 2018 г. турските въздушни удари повреждат сериозно древен неохетски храм в контролирания от кюрдите регион Африн в Сирия. Построен е от арамейците през първото хилядолетие пр.н.е. Според доклад от септември 2019 г., публикуван от Сирийската мрежа за човешки права, повече от 120 християнски църкви са били унищожени или повредени в Сирия от 2011 г.